# سامانه مدیریت منابع انسانی
سامانه مدیریت منابع انسانی (انگلیسی: Human resource management system) یا HRMS یا سامانه اطلاعات منابع انسانی، سامانه و فرایندی است که وجه مشترک میان مدیریت منابع انسانی و فناوری اطلاعات می‌باشد.